# Carlos Javier Delgado Rodríguez
Carlos Javier Delgado Rodríguez (Puerto Real, 22 aprile 1990) è un calciatore spagnolo, difensore dell'Odisha.

## Carriera
Ha giocato nella seconda divisione spagnola e nella prima divisione indiana.

## Statistiche

### Presenze e reti nei club
Statistiche aggiornate al 21 aprile 2025.
| Stagione                 | Squadra                  | Campionato               | Campionato | Campionato | Coppe nazionali | Coppe nazionali | Coppe nazionali | Coppe continentali | Coppe continentali | Coppe continentali | Altre coppe | Altre coppe | Altre coppe | Totale | Totale |
| Stagione                 | Squadra                  | Comp                     | Pres       | Reti       | Comp            | Pres            | Reti            | Comp               | Pres               | Reti               | Comp        | Pres        | Reti        | Pres   | Reti   |
| ------------------------ | ------------------------ | ------------------------ | ---------- | ---------- | --------------- | --------------- | --------------- | ------------------ | ------------------ | ------------------ | ----------- | ----------- | ----------- | ------ | ------ |
| 2010-gen. 2011           | Almería B                | SDB                      | 5          | 0          |                 | -               | -               |                    | -                  | -                  |             | -           | -           | 5      | 0      |
| gen.-giu. 2011           | Sparta Rotterdam         | 1D                       | 11         | 1          | CO              | -               | -               |                    | -                  | -                  |             | -           | -           | 11     | 1      |
| 2011-2012                | Orihuela                 | SDB                      | 31         | 1          | CR              | 2               | 0               |                    | -                  | -                  |             | -           | -           | 33     | 1      |
| 2012-2013                | Valencia Mestalla        | SDB                      | 12         | 0          |                 | -               | -               |                    | -                  | -                  |             | -           | -           | 12     | 0      |
| 2013-2014                | Valencia Mestalla        | SDB                      | 23         | 1          |                 | -               | -               |                    | -                  | -                  |             | -           | -           | 23     | 1      |
| Totale Valencia Mestalla | Totale Valencia Mestalla | Totale Valencia Mestalla | 35         | 1          |                 | -               | -               |                    | -                  | -                  |             | -           | -           | 35     | 1      |
| ott. 2012                | Valencia                 | PD                       | 0          | 0          | CR              | -               | -               | UCL                | 1                  | 0                  |             | -           | -           | 1      | 0      |
| 2014-2015                | Leganés                  | SD                       | 12         | 0          | CR              | 1               | 0               |                    | -                  | -                  |             | -           | -           | 13     | 0      |
| 2015-2016                | Recreativo Huelva        | SDB                      | 31         | 0          | CR              | 1               | 0               |                    | -                  | -                  |             | -           | -           | 32     | 0      |
| 2016-2017                | Albacete                 | SDB                      | 30         | 0          | CR              | 1               | 0               |                    | -                  | -                  |             | -           | -           | 31     | 0      |
| 2017-2018                | Albacete                 | SD                       | 17         | 0          | CR              | 0               | 0               |                    | -                  | -                  |             | -           | -           | 17     | 0      |
| Totale Albacete          | Totale Albacete          | Totale Albacete          | 47         | 0          |                 | 1               | 0               |                    | -                  | -                  |             | -           | -           | 48     | 0      |
| 2018-2019                | Castellón                | SDB                      | 33         | 0          | CR              | 2               | 0               |                    | -                  | -                  |             | -           | -           | 35     | 0      |
| 2019-2020                | Odisha                   | ISL                      | 16         | 1          | -               | -               | -               |                    | -                  | -                  |             | -           | -           | 16     | 1      |
| 2020-2021                | Castellón                | SD                       | 23         | 0          | CR              | 1               | 0               |                    | -                  | -                  |             | -           | -           | 24     | 0      |
| Totale Castellón         | Totale Castellón         | Totale Castellón         | 56         | 0          |                 | 3               | 0               |                    | -                  | -                  |             | -           | -           | 59     | 0      |
| 2021-2022                | Atlético Baleares        | PDR                      | 36         | 1          | CR              | 3               | 0               |                    | -                  | -                  |             | -           | -           | 39     | 1      |
| 2022-2023                | Odisha                   | ISL                      | 20+1       | 0          | SC              | 4               | 0               | QAFC Cup           | 1                  | 0                  | DC          | 4           | 0           | 30     | 0      |
| 2023-2024                | Odisha                   | ISL                      | 22+2       | 0+1        | SC              | 5               | 0               | AFC Cup            | 8                  | 1                  | DC          | -           | -           | 37     | 2      |
| 2024-2025                | Odisha                   | ISL                      | 18         | 0          | SC              | 1               | 0               | -                  | -                  | -                  | DC+BT       | -+4         | -+1         | 23     | 1      |
| Totale Odisha            | Totale Odisha            | Totale Odisha            | 79         | 2          |                 | 10              | 0               |                    | 9                  | 1                  |             | 8           | 1           | 106    | 4      |
| Totale carriera          | Totale carriera          | Totale carriera          | 343        | 6          |                 | 21              | 0               |                    | 10                 | 1                  |             | 8           | 1           | 383    | 8      |

## Palmarès
- Super Cup: 1

Odisha: 2023